# اچ‌ام‌اس ونریبل (آر۶۳)
اچ‌ام‌اس ونریبل (آر۶۳) (به انگلیسی: HMS Venerable (R63)) یک کشتی بود. این کشتی در سال ۱۹۴۳ ساخته شد.